# Luci Acci
Luci Acci (Pisaure, actualment Pesaro, Itàlia, 170 aC — ?, aprox. 85 aC) va ser un poeta tràgic llatí, a qui Horaci va qualificar amb l'adjectiu altus (elevat, il·lustre).

## Biografia
Va néixer l'any 170 aC, però la data de la seva mort no està clara. Acci era fill de lliberts, però no es pot precisar amb exactitud el seu lloc de naixement, malgrat que se sap que Acci tenia una propietat a prop de Pisaure. És difícil detallar com va ser la seva vida, però és indubtable que malgrat era d'origen humil, va rebre una profunda formació, la qual cosa no només explica el seu domini de la llengua grega sinó també la seva dedicació als estudis gramaticals i literaris, i cap als 30 o 31 anys se'l considerava ja tragoedarium scriptor clarus. L'any 132 o 131 aC, Acci emprèn un viatge a Pèrgam, el típic viatge d'estudis que més tard es considerarà indispensable per a la completa formació del romà culte, i en aquest cas orientat sens dubte a rebre directament les ensenyances filològiques de la brillant escola de Pèrgam. Acci atesa la seva formació veu la necessitat de col·laborar amb el desenvolupament històric del llatí. El desagradable caràcter d'Acci es posa de manifest en les diferents fonts que parlen d'ell, es veu que tenia un caràcter violent i pagat de si mateix.
Segons Ciceró, Acci va coincidir amb Pacuvi, un altre dramaturg llatí, competint en un festival l'any 140 aC.
Va buscar la protecció de Juni Brut Calaic (cònsol el 138 aC). D'Acci hi ha poca informació i una de les dades que falta és la data concreta de la seva mort.

## Obra
Luci Acci va ser un autor molt prolífic. No només va escriure obres teatrals sinó que també té producció erudita. Didascalia és una obra erudita on presenta una història de la literatura, en concret del drama, des d'Homer i Hesíode fins al seu temps. Només se'n conserven 22 línies (prosa i vers).
Una altra obra d'aquest autor és Annales,de la qual han arribat quatre fragments. L'obra estava concebuda com un poema èpic, la qual cosa es desprèn del títol i del fet que estava escrita en hexàmetres. Però veient el contingut dels fragments, no es fan referències històriques, sinó que parla dels mesos i les festes romanes, per la qual cosa es pensa que aquesta obra parlava de la història, del naixement i desenvolupament de les festes llatines. De Pragmatica es conserven tres fragments molt breus. Es creu que és una obra semblant a la Didascalia i que parlava de temes relacionats amb el teatre.
Parerga, del qual es conserva un petit fragment, és de contingut desconegut.
Però sobretot, Acci va escriure tragèdies, unes 46, basades en les tragèdies d'Eurípides, Sòfocles i Èsquil. Es poden classificar de la següent manera:

### Tragèdies de tipus grec
A) De la saga
troiana:
- Telephus
- Achilles
- Myrmidones
- Nyctegresia
- Epinausimache
- Armorum iudicium
- Neoptolemus
- Philiocteta
- Deiphobus
- Antenoridae
- Antenoridae
- Astyanax
- Hecuba
- Troades
- Eurysaces
- Hellenes

B) Tragèdies de
la saga lacedemònia:
- Oenomanus
- Chrysippus
- Atreus
- Pelopidae
- Clytaemestra
- Aegisthus
- Agamemnonidae
- Erigona

C) Tragèdies de
la saga tebana:
- Thebais
- Phoenissae
- Antigona
- Epigoni
- Eriphyla
- Alcimeo
- Alphesiboea

D) Tragèdies de mites varis:
- Meleager
- Melanippus
- Diomedes
- Athamas
- Medea
- Phinidae
- Prometheus
- Io
- Alcestis
- Andromeda
- Amphitruo
- Persidae
- Minos siue Minotaurus
- Bacchae
- Stasiastae uel Tropaem Liberi
- Tereus

### Tragèdies pretextes
- Aeneadae siue Decius
- Brutus

## Influències i models
Com és habitual en els autors llatins, Acci mostra la influència dels tràgics grecs Èsquil, Sòfocles i Eurípides.
Però Acci també compon obres originals. Des dels començaments del drama a Roma era freqüent la contaminatio (tècnica basada en la repetició de temes, personatges, etc.) fins i tot en autors que gairebé eren contemporanis, com es pot veure per exemple en el cas de Medea que van escriure Enni, Acci, Ovidi, Lucà i Sèneca. No obstant això dels 46 títols que es conserven d'Acci almenys 34 tracten de temes que
no havien estat tractats pels autors precedents.

## Característiques generals: llenguatge, estil, temes
Si hi ha alguna cosa molt destacable dels escriptors llatins és que tenien una forta preocupació per la llengua, i Acci posa clarament de manifest aquesta preocupació. Acci es planteja la necessitat de col·laborar amb el seu propi esforç al desenvolupament històric del llatí, i no només té a l'abast la seva profunda formació gramatical i retòrica que s'ha esmentat abans, sinó també un gran precedent a imitar i a superar: el tràgic Enni.
A Enni se li atribueix la introducció del costum grec de notar les consonants geminades duplicant el signe gràfic, amb la qual cosa es trobava una solució a la deficiència que havia en la representació escrita d'aquesta llengua on es pot trobar amb freqüència aquesta oposició entre consonant simple i consonant geminada a nivell fonològic. La reforma d'Acci va consistir a retardar que es notés gràficament la quantitat de les vocals escrivint-les també geminades, a excepció de la "i" llarga, perquè defensava la notació "ei". Amb tot, aquesta solució no està gaire documentada i va ser abandonada. Una altra innovació que va introduir Acci fa referència a l'exemple
ofert per l'osc. Aquesta llengua notava les vocals llargues mitjançant la grafia doble, o bé escrivint vocal-h-vocal, i és clar que adoptava el costum grec d'intentar representar amb la "g" la nasal palatal. Finalment tampoc admetia en els seus escrits les lletres "z" o "y". En aquest sentit la postura d'Acci era del tot contrària a l'anterior, perquè defensava la notació "ei".
Aquestes innovacions gràfiques són el reflex d'un inconformisme total, i van provocar l'atac de Lucili, això com el fet que el llatí les oblidés ràpidament.
A partir dels fragments de Bacchae i Phoenissae Acci redactava amb gran llibertat, però sense afectar l'estructura de l'obra. Les obres d'Acci destacaven per la seva força i energia. Els personatges estaven ben caracteritzats. Els arguments de les obres eren bàsicament sobre temes violents i melodramàtics. La seva retòrica era grandiloqüent i recarregada degut al seu estil vigorós, seriós, elevat i sonor que va servir de model a autors posteriors.
Els seus textos també mostren la seva personalitat que com ja s'ha comentat era molt forta i que va ser molt influent, com demostra el fet que va ser el cap del Collegium poetarum.

## Llegat
Acci va tenir una gran influència en Ciceró, Virgili, Ovidi i Sèneca. En el cas de Ciceró, aquest admirava com Acci tractava, donava caràcter i individualitat als seus personatges. Sobretot l'atreia el personatge d'Atreu un dels germans protagonistes de la tragèdia Atreus.
La frase que pronuncia Atreu en la tragèdia Atreus "Oderint dum metuant ("Que ens odiïn per tal que ens tinguin por"), és recollida per diversos autors que la fan servir en les seves obres, com per exemple Suetoni a De vita XII Caesarum quan parla de Cal·lígula (Cal. 30): Tragicum illub subinde iactabat: oderint, dum metuant ("Té sovint a la boca aquestes paraules de la tragèdia: Que m'odiïn per tal que em tinguin por").
Virgili va fer servir escenes de Clytaemestra per a la descripció de la tempesta que va patir Eneas i la seva flota al començament del llibre I de l'Eneida.